# Hostert (gmina Rambrouch)
Hostert (lb. Hueschtert) – wieś (Uertschaft) w zachodnim Luksemburgu, w kantonie Redange, w gminie Rambrouch. Do 3 października 2015 miejscowość leżała w dystrykcie Diekirch, a do 26 lipca 1978 należała do gminy Folschette. Liczy 541 mieszkańców (31 grudnia 2022). 